# Коновалов, Пётр Ильич
Пётр Ильич Коновалов (1881—1960) — подполковник Генерального штаба, герой Первой мировой войны. Участник Белого движения, командир 2-го Донского отдельного корпуса, генерал-лейтенант.

## Биография
Казак станицы Мигулинской Верхне-Донского округа Донской области. Образование получил в учительской семинарии.
В 1906 году окончил Новочеркасское казачье юнкерское училище, откуда выпущен был хорунжим в 7-й Донской казачий полк. 6 мая 1909 года произведен в сотники, позднее в том же году зачислен в комплект Донских казачьих полков. В 1912 году окончил Николаевскую военную академию по 1-му разряду. По окончании академии был прикомандирован к 7-му Донскому казачьему полку на один год для командования сотней. Произведен в подъесаулы 5 октября 1913 года.
С началом Первой мировой войны, 16 ноября 1914 года переведен в Генеральный штаб с назначением обер-офицером для поручений при штабе 7-го армейского корпуса и с переименованием в штабс-капитаны. 28 июля 1915 года назначен старшим адъютантом штаба 7-го армейского корпуса. 10 сентября 1915 года произведен в капитаны «за выслугу лет», а 13 декабря того же года назначен исправляющим должность штаб-офицера для поручений при штабе 7-го армейского корпуса. Пожалован Георгиевским оружием
За то, что в боях с 22 по 29 июля 1916 года, при форсировании р. Серета, принимал непосредственное участие в составлении плана наступления и проведения в жизнь его, неоднократно лично производил рекогносцировки под сильнейшим огнем противника, данные которых являлись весьма ценными для принятия решений по выполнению операций; 7 августа, при исключительно трудных условиях произвел разведку позиции неприятеля и подступов к ней, результаты которой послужили основанием наступления и дали полный успех 19 августа, для развития успеха была введена в бой 84-я пехотная дивизия; с целью выяснения пути ее продвижения, отправился к командовавшему 336-м пехотным Челябинским полком, находившемуся в сфере самого действительного ружейного огня, лично произвел разведку в условиях крайней опасности, а также оказал ценную помощь, в смысле выработки плана действий, чем содействовал общему успеху.
11 марта 1917 года назначен и. д. начальника штаба 163-й пехотной дивизии, а 2 апреля произведен в подполковники. 30 мая 1917 года назначен и. д. начальника штаба 65-й пехотной дивизии. В августе 1917 года, чтобы поднять боевой дух солдат, неоднократно с разведчиками по ночам врывался в окопы противника и захватывал пленных, за что был награждён Георгиевским крестом 4-й степени с лавровой веткой.
В Гражданскую войну участвовал в Белом движении на Юге России. С 18 июня 1918 года состоял начальником штаба Батайского отряда Донской армии, а 28 июня был произведен в полковники. С 27 августа 1918 года был начальником штаба войск Усть-Медведицкого района, с 1 декабря того же года — начальником штаба командующего войсками Северо-Восточного фронта, с 8 января 1919 года — начальником штаба командующего войсками Луганского района. 26 декабря 1918 года произведен в генерал-майоры. 12 января 1919 года назначен начальником 2-й Донской конной дивизии. В марте 1919 года — командир Сводного Донского конного корпуса. 20 июня 1919 года назначен командиром 2-го Донского отдельного корпуса. Эвакуировался из Новороссийска в Крым. С 25 марта 1920 года состоял в резерве офицеров ГШ при штабе Отдельного Донского корпуса. Произведен в генерал-лейтенанты 18 апреля 1920 года.
В эмиграции в Югославии. После Второй мировой войны переехал в США. Погиб в 1960 году в результате несчастного случая: попал под колеса грузовика в Лейквуде под Нью-Йорком.

## Награды
- Орден Святого Станислава 3-й ст. (ВП 19.05.1912)
- Орден Святой Анны 4-й ст. с надписью «за храбрость» (ВП 31.03.1915)
- Орден Святого Станислава 2-й ст. с мечами (ВП 6.04.1915)
- Орден Святой Анны 3-й ст. с мечами и бантом (ВП 9.04.1915)
- Орден Святой Анны 2-й ст. с мечами (ВП 7.05.1915)
- Георгиевское оружие (ВП 17.01.1917)
- Орден Святого Владимира 4-й ст. с мечами и бантом (ПАФ 13.06.1917)
- Орден Святого Владимира 3-й ст. с мечами (26.08.1918)
- Георгиевский крест 4-й степени с лавровой веткой